# Marcin Letki
Marcin Letki (ur. 10 listopada 1976 we Wrocławiu) – polski zapaśnik występujący w barwach klubu WKS "Śląsk" Wrocław, srebrny medalista Mistrzostw Europy w zapasach w stylu klasycznym w roku 2001 w Stambule – Turcja.
W 2005 ożenił się z Barbarą Bukowską, judoczką, brązową medalistką Mistrzostw Europy w 2003 roku.
Karierę sportową zaczął w Szkole Podstawowej nr 113 pod okiem trenera Jana Strojnego. Po ukończeniu szkoły podstawowej treningi kontynuował w grupie juniorów klubu WKS Śląsk Wrocław u trenera Mariusza Kruczyca. W grupie seniorów prowadzony przez Jerzego Adamka i Józefa Tracza. W kadrze seniorów trenowany przez Ryszarda Świerada, Józefa Tracza i Piotra Stępnia. Sześciokrotny uczestnik Mistrzostw Europy, czterokrotny uczestnik Mistrzostw Świata.
Mistrz Polski wszystkich grup wiekowych.
| Rok  | Zawody                               | Zajęte miejsce |
| ---- | ------------------------------------ | -------------- |
| 2005 | Mistrzostwa Europy                   | 16             |
| 2004 | Mistrzostwa Europy                   | 6              |
| 2002 | Mistrzostwa Europy                   | 8              |
| 2001 | Mistrzostwa Świata                   | 17             |
| 2001 | Mistrzostwa Europy                   | 2              |
| 2000 | Mistrzostwa Europy                   | 7              |
| 2000 | Kwalifikacje do Igrzysk olimpijskich | 12             |
| 2000 | Kwalifikacje do Igrzysk olimpijskich | 4              |
| 2000 | Kwalifikacje do Igrzysk olimpijskich | 18             |
| 1999 | Mistrzostwa Świata                   | 11             |
| 1999 | Mistrzostwa Świata Wojskowe          | 9              |
| 1999 | Mistrzostwa Europy                   | 7              |
| 1998 | Mistrzostwa Świata                   | 14             |
| 1998 | Zawody Międzynarodowe FILA           | 7              |
| 1998 | Zawody Międzynarodowe FILA           | 2              |
| 1997 | Igrzyska Bałtyckie                   | 3              |